# Kweilingia divina
Espèce
Kweilingia divina est une espèce de champignons basidiomycètes de la famille des Phakopsoraceae.
Ces champignons sont l'un des agents responsables de symptômes de rouille du feuillage chez diverses espèces de bambous (Bambusoideae) en Asie.
Kweilingia divina est un parasite diécique (ou hétéroécique) qui a besoin de deux plantes-hôtes pour dérouler son cycle de vie : il produit en effet urédinies et téleutosores sur des bambous et pycnides et écidies sur un hôte secondaire, Catunaregam spinosa (Rubiaceae).

## Synonymes
Selon Catalogue of Life (19 mai 2018) :
- Angiopsora divina Syd. 1936
- Caeoma divinum Syd. 1931
- Dasturella divina (Syd.) Mundk. & Khesw. 1943